# Жиржинский, Эдуард Викентьевич

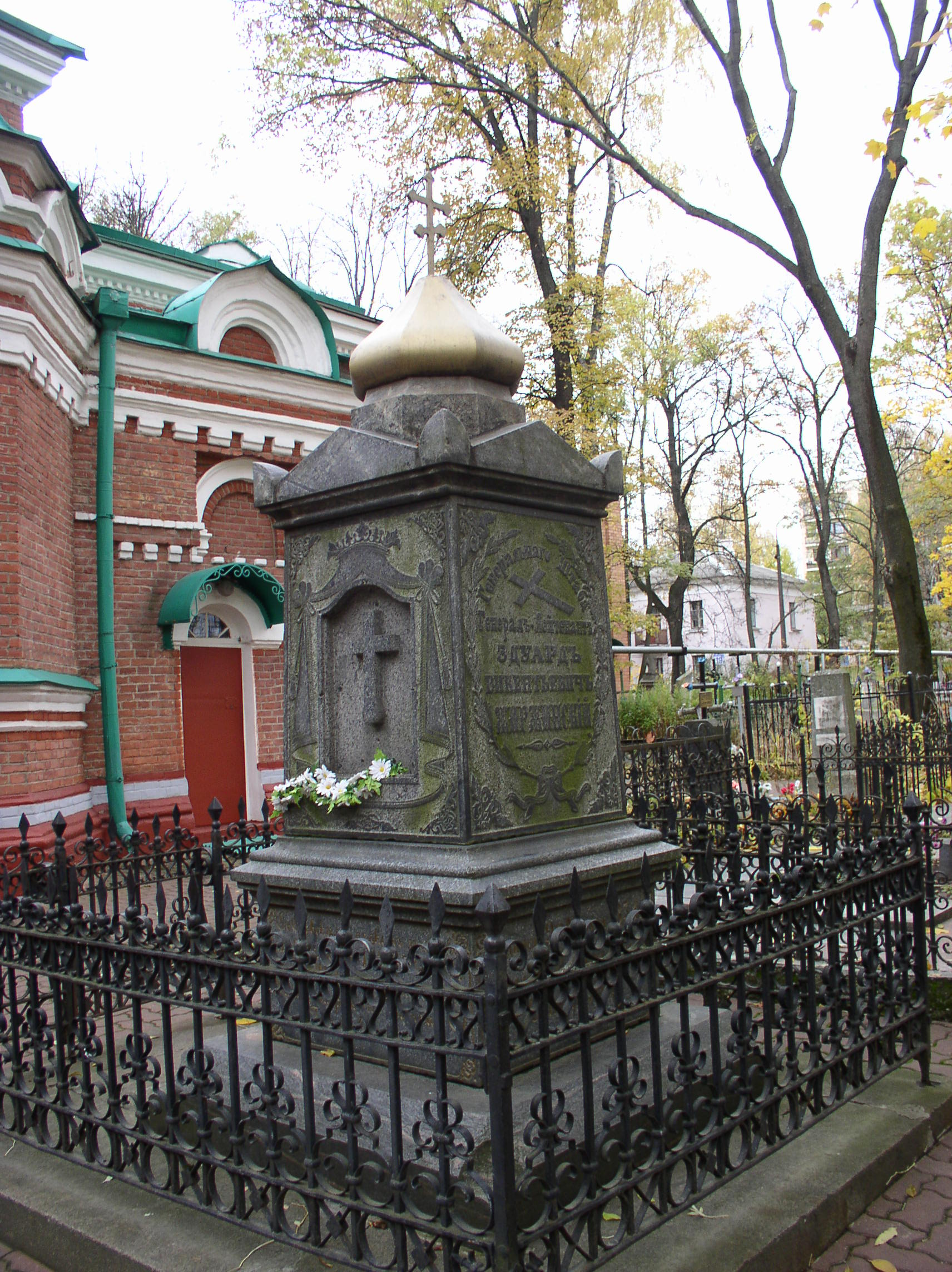
Могила Эдуарда Жиржинского на военном кладбище в Минске

Эдуа́рд Вике́нтьевич Жиржи́нский (1834—1892) — русский генерал, участник Русско-турецкой войны 1877—1878 гг.

## Биография
Эдуард Жиржинский родился 9 марта 1834 года; происходил из дворян Царства Польского. Воспитывался в Московском кадетском корпусе, из которого выпущен 13 августа 1853 года в Низовский егерский полк поручиком. В 1854 году переведён в гвардию подпоручиком, с зачислением в Лейб-гвардии Финляндский полк; в 1858 — поступил в Николаевскую академию Генерального штаба. По окончании курса наук, в 1860 году, причислен к Генеральному штабу и назначен был состоять при штабе 1-го армейского корпуса.
В начале 1862 года Жиржинский был переведён в Генеральный штаб капитаном и получил назначение на должность дивизионного квартирмейстера 5-й кавалерийской дивизии. Во время Польского мятежа 1863 года, по случаю выступления дивизионного штаба в поход, был прикомандирован к управлению резервной бригады 5-й кавалерийской дивизии, в качестве адъютанта. В 1864 году состоял сначала в должности старшего адъютанта по части Генерального штаба в штабе 2-го резервного корпуса, а потом был переведён для особых поручений в штаб Харьковского военного округа. В 1865 году произведён в подполковники; в 1866—68 гг. исправлял должность начальника штаба местных войск Харьковского военного округа. После этого, уже в чине полковника, в течение двух с половиной лет состоял при 17-м Архангелогородском пехотном полку, к которому был прикомандирован для командования батальоном впредь до назначения на должность полкового командира. Вакансия открылась в 1871 году, и ему был вверен 34-й Севский пехотный полк; в 1875 году Жиржинский получил орден св. Анны 2-й степени.
В начале русско-турецкой войны 1877—1878 гг. находился в составе войск 8-го армейского корпуса, под командою генерал-лейтенанта Радецкого, перешёл через Дунай у Зимницы, и участвовал в бою на Систовских высотах; в июне 1877 года принимал участие в сражениях под начальством генерал-адъютанта Гурко при Иени-Загра, а затем под его же предводительством перешёл за Балканы и неоднократно сражался с турками у села Марены, близ города Елены и за эти бои награждён орденом св. Владимира 3-й степени с мечами; в декабре участвовал в битве на Шипке; при взятии Казанлыка был контужен в левый висок, однако из строя не выбыл, и был участником последнего Шипкинского боя (28 декабря), когда пала Шипка и взята была в плен вся армия Веселя-паши.
2 января 1878 года ему поручено было командование 1-й бригадой 9-й пехотной дивизии, с которой он и находился в действующей армии до заключения Сан-Стефанского мира (19 февраля).
27 февраля 1878 года Эдуард Викентьевич Жиржинский был награждён орденом Святого Георгия 4-й степени:
В воздаяние за отличия, оказанные в делах с Турками 27 и 28 Декабря 1877 года, где, при взятии дер. Шипки, овладел укрепленными курганами, а потом приняв начальство над бригадою, штурмом овладел дер. Шипкой и неприятельским редутом.
В том же 1878 году получил в награду золотую саблю с надписью «За храбрость»; 5 мая 1878 года произведён в генерал-майоры. 5 июля 1878 года Жиржинский был назначен командиром 1-й бригады 11-й пехотной дивизии, в 1882 году был удостоен ордена св. Станислава 2-й степени. В 1888 году произведён в генерал-лейтенанты и 29 сентября 1888 года получил новое назначение — начальником 30-й пехотной дивизии, в каковой должности и оставался до конца своей жизни.
Эдуард Викентьевич Жиржинский умер в 1892 году в Германии, в городе Тегернзе; прах его был перевезен в Минск и захоронен на Военном кладбище. Могила сохранилась.